# العنصرية ضد الأمريكيين الأفارقة

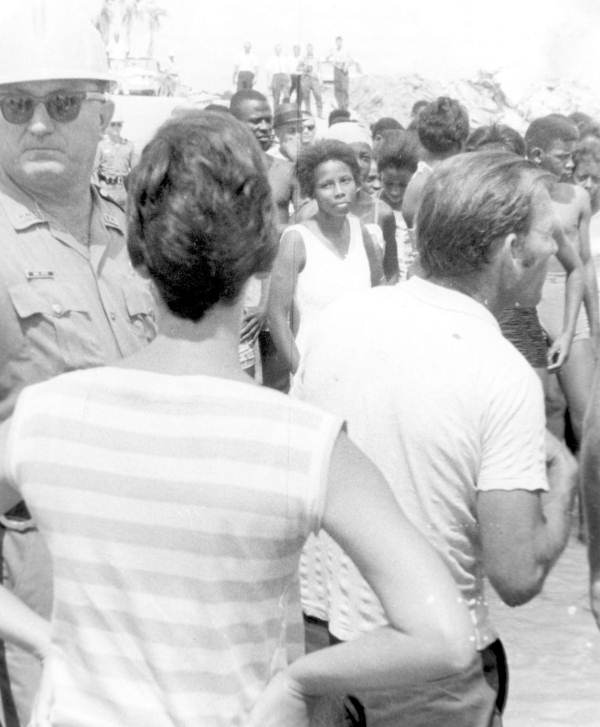
تفريقيون بيض يحاولون منع السود من السباحة في شاطئ "للبيض فقط" في سانت أوغسطين، فلوريدا في 1964.

في إطار العنصرية في الولايات المتحدة، تعود العنصرية ضد الأمريكيين الأفارقة إلى الحقبة الاستعمارية، وما تزال تشكل مشكلة مستمرة في المجتمع الأمريكي في القرن الحادي والعشرين.
منذ وصول الأفارقة الأوائل في أوائل الحقبة الاستعمارية وحتى ما بعد الحرب الأهلية الأمريكية، كان معظم الأمريكيين الأفارقة مستعبدين. حتى الأمريكيين الأفارقة المعتوقين واجهوا قيودًا على حرياتهم السياسية والاجتماعية والاقتصادية، فقد تعرضوا لعمليات الإعدام دون محاكمة، والعزل العنصري، وقوانين السود، وقوانين جيم كرو، وأشكال أخرى من التمييز، قبل الحرب الأهلية وبعدها. بفضل حركة الحقوق المدنية، حظرت الحكومة الفيدرالية التمييز العنصري الرسمي تدريجيًا، وأصبح يُنظر إليه تدريجيًا على أنه غير مقبول اجتماعيًا وأخلاقيًا من قبل عناصر كبيرة من المجتمع الأمريكي. على الرغم من ذلك، ما تزال العنصرية ضد الأمريكيين السود منتشرة في الولايات المتحدة، وما تزال تنعكس في التفاوت الاجتماعي والاقتصادي. كشفت الأبحاث في السنوات الأخيرة عن أدلة كثيرة على التمييز العنصري في مختلف قطاعات المجتمع الأمريكي الحديث، بما في ذلك نظام العدالة الجنائية، والشركات، والاقتصاد، والإسكان، والرعاية الصحية، والإعلام، والسياسة. من وجهة نظر الأمم المتحدة وشبكة حقوق الإنسان الأمريكية، «يتغلغل التمييز في الولايات المتحدة في جميع جوانب الحياة، ويمتد إلى جميع المجتمعات الملونة».

## الجنسية وحقوق التصويت
وضع قانون التجنيس لعام 1790 أول قواعد موحدة لمنح جنسية الولايات المتحدة عن طريق التجنيس، والتي اقتصرت على تجنيس «الأشخاص البيض الأحرار»، وبالتالي استبعاد الأمريكيين الأصليين من الجنسية، وعمال السخرة، والعبيد، والسود الأحرار، والآسيويين لاحقًا. كان للمواطنة وعدم وجودها تأثير خاص على مختلف الحقوق القانونية والسياسية، وأبرزها حقوق الاقتراع على كل من المستوى الاتحادي ومستوى الولاية، وكذلك الحق في شغل بعض المناصب الحكومية، وواجب هيئة المحلفين، والخدمة العسكرية، والعديد من الأنشطة الأخرى، إلى جانب الوصول إلى المساعدة والخدمات الحكومية. نص قانون الميليشيا الثاني لعام 1792 على التجنيد الإجباري لكل «مواطن أبيض سليم البدن». تضمن دستور ولاية تينيسي لعام 1834 حكمًا: «للرجال البيض الأحرار في هذه الولاية الحق في الاحتفاظ بالأسلحة وحملها من أجل دفاعهم المشترك».
لكن المواطنة لم تضمن أي حقوق معينة، مثل الحق في التصويت. الأمريكيون السود، مثلًا، الذين حصلوا على الجنسية الأمريكية الرسمية بحلول عام 1870، سرعان ما حُرموا من حق التصويت. على سبيل المثال: بعد عام 1890، سُجل أقل من 9000 من أصل 147,000 ناخب من أصل أفريقي مؤهل في ولاية ميسيسيبي للتصويت، أو نحو 6%. انتقلت ولاية لويزيانا من 130,000 ناخب أمريكي من أصل أفريقي مسجل في عام 1896 إلى 1342 ناخبًا في عام 1904 (انخفاض بنسبة 99% تقريبًا). كما خضعوا لقوانين السود، وتعرضوا للتمييز في الولايات الجنوبية بموجب قوانين جيم كرو. غالبًا ما تؤثر محاولات قمع الناخبين في جميع أنحاء البلاد، مع أنها مدفوعة أساسًا باعتبارات سياسية، بصورة غير متكافئة على الأمريكيين الأفارقة والأقليات الأخرى. في عام 2016، حُرم واحد من كل 13 أمريكيًا من أصل أفريقي ممن هم في سن الاقتراع، أي أكثر بأربعة أضعاف من الأمريكيين غير الأفارقة. أكثر من 7.4% من الأمريكيين الأفارقة البالغين محرومون من حق التصويت مقارنة بنسبة 1.8% من الأمريكيين غير الأفارقة. استبعدت فلوريدا أكثر من 10% من مواطنيها مدى الحياة، وأكثر من 23% من مواطنيها الأمريكيين من أصل أفريقي، فيما عرِف بجناية نزع حق التصويت.

## فترة ما قبل الحرب
وجدت العبودية، كشكل من أشكال العمل القسري، في العديد من الثقافات، والتي يعود تاريخها إلى الحضارات الإنسانية المبكرة. العبودية ليست عنصرية بطبيعتها في حد ذاتها. ومع ذلك، في الولايات المتحدة، بعد أن تأسست العبودية في الحقبة الاستعمارية، أصبحت عنصرية بحلول وقت الثورة الأمريكية (1775-1783)، عندما أضفي الطابع المؤسسي على العبودية على نطاق واسع باعتباره نظامًا للطبقات العرقية، معتمدًا على الأصول الأفريقية ولون البشرة.

### تجارة العبيد عبر الأطلسي
ازدهرت تجارة العبيد عبر الأطلسي، حيث نُقل أكثر من 470,000 شخص قسرًا من إفريقيا بين عامي 1626 و1860 إلى ما يُعرف الآن بالولايات المتحدة. قبل الحرب الأهلية، كان ثمانية رؤساء في الخدمة من مالكي العبيد، وكانت العبودية محمية بموجب دستور الولايات المتحدة. شكل العبيد ثروة للنخبة البيضاء، فما يقرب من واحدة من كل أربع عائلات جنوبية استعبدت السود قبل الحرب الأهلية. وفقًا لتعداد الولايات المتحدة لعام 1860، كان هناك نحو 385,000 من مالكي العبيد من بين السكان البيض البالغ عددهم نحو 7 ملايين في ولايات العبيد. حاول الأمريكيون الأوروبيون البيض الذين شاركوا في مجال العبيد تبرير استغلالهم الاقتصادي للسود من خلال خلق نظرية «علمية» عن تفوق البيض ودونية السود. كان توماس جفرسون أحد مالكي العبيد، وكانت دعوته للعلم لتحديد «الدونية» الواضحة للسود التي تعتبر «مرحلة مهمة للغاية في تطور العنصرية العلمية». خلّص إلى أن السود كانوا «أدنى من البيض في هبات الجسد والعقل».
شكلت مجموعات من الرجال البيض المسلحين، والتي سميت دوريات العبيد، لمراقبة العبيد السود. تأسست لأول مرة في كارولاينا الجنوبية عام 1704 ثم تأسست لاحقًا في ولايات العبيد الأخرى، وكانت وظيفتها مراقبة العبيد، وخاصة الهاربين. خشي مالكو العبيد من أن ينظم العبيد ثورات أو تمردات، لذلك شُكلت ميليشيات الدولة لتوفير هيكل القيادة العسكرية والانضباط داخل دوريات العبيد حتى يمكن استخدامها للكشف عن أي اجتماعات منظمة للعبيد قد تؤدي إلى ثورات أو تمردات.

### السيطرة على السود المعتوقين
خلال عشرينيات وثلاثينيات القرن التاسع عشر، كان حل جمعية الاستعمار الأمريكية لوجود السود المعتوقين هو إقناعهم بالهجرة إلى أفريقيا. في عام 1821 أنشأت جمعية الاستعمار الأمريكية مستعمرة ليبيريا، وأقنعت الآلاف من العبيد السابقين والسود المعتوقين بالانتقال إلى هناك. أعتِق بعض العبيد بشرط الهجرة. لم تخفِ دول العبيد أنها تريد التخلص من السود المعتوقين، فقد اعتقدوا أنهم يهددون استثماراتهم، وعبيدهم، ويشجعون الهروب والثورات. كان دعم جمعية الاستعمار الأمريكية جنوبيًا في المقام الأول. صرح مؤسس جمعية الاستعمار الأمريكية، هنري كلاي من كنتاكي، أنه بسبب «التحيز الذي لا يقهر الناتج عن لونهم، لا يمكنهم أبدًا الاندماج مع البيض الأحرار في هذا البلد. لأن الجمعية تحترمهم، وتحترم بقية سكان البلاد، فمن المستحسن أن يهاجروا». أعيد توطين الآلاف من السود في ليبيريا، حيث شكلوا جيبًا يتحدث الإنجليزية الأمريكية لم يستطع الاندماج مرة أخرى في الحياة الأفريقية، ونتيجة لذلك، مات معظمهم بسبب أمراض المناطق الاستوائية.

أكدت الحكومات الأمريكية المتعصبة لتفوق العرق الأبيض على أهمية إخضاع السكان العرقيين الآخرين والسيطرة عليهم. في عام 1824 أصدر مجلس شيوخ كارولاينا الجنوبية قرارًا يعيد صياغة بند السيادة في دستور الولايات المتحدة، معلنًا أن الهدف الأسمى لحكومته هو منع عصيان المواطنين السود وأي تمردات محتملة للعبيد، بالإضافة إلى أي أسباب اجتماعية أو سياسية قد تؤدي بشكل فعال إلى هذا العصيان أو التمرد، ومعلنًا أن هذا الهدف له الأولوية على جميع القوانين والدساتير والاتفاقيات المحلية أو الدولية الأخرى:
توضيح، من واجب الدولة الاحتراس من العصيان أو التمرد بين سكاننا الملونين، أو السيطرة على أي سبب قد يثيره أو ينتجه وينظمه، الاحتراس من أي شر آخر، سياسي أو مادي، قد يهاجمنا. هذا الواجب أسمى من القوانين جميعها، والمعاهدات جميعها، والدساتير جميعها. ناشئ من قانون الطبيعة الأسمى والدائم، قانون الحفاظ على الذات؛ والدولة لن تتخلى أو تتنازل عنه، أو تسيطر عليه، أو تشاركه بأي قوة مهما كانت.

## تجارة الرقيق المحلية
تم حظر استيراد العبيد إلى الولايات المتحدة بموجب القانون الفيدرالي من عام 1808 ، لكن التهريب استمر ، وكانت آخر سفينة معروفة لجلب الأفارقة المستعبدين إلى الولايات المتحدة هي كلوتيلدا في عام 1859 أو 1860. استمرت التجارة المحلية في البشر لتكون بمثابة النشاط الاقتصادي الرئيسي. ماريلاند وفيرجينيا ، على سبيل المثال ، ستصدران فائض العبيد إلى الجنوب. (انظر مكتب فرانكلين وأرمفيلد.) يمكن تقسيم أفراد الأسرة المستعبدين (أي بيعهم) لعدم رؤية بعضهم البعض أو سماعهم مرة أخرى. بين عامي 1830 و 1840 ، تم أخذ ما يقرب من 250.000 عبد عبر حدود الدولة. في خمسينيات القرن التاسع عشر ، تم نقل أكثر من 193000 شخص ، ويقدر المؤرخون أنه تم تداول ما يقرب من مليون في المجموع.
أطلق المؤرخ إيرا برلين على هذه الهجرة القسرية للعبيد "الممر الأوسط الثاني" ، لأنها أعادت إنتاج العديد من الرعب نفسه مثل الممر الأوسط (الاسم الذي يطلق على نقل العبيد من إفريقيا إلى أمريكا الشمالية). أدت عمليات بيع العبيد هذه إلى تفتيت العديد من العائلات ، حيث كتبت برلين أنه سواء تم اقتلاع العبيد من جذورهم بشكل مباشر أو أنهم عاشوا في خوف من نقلهم أو نقل عائلاتهم قسراً ، فإن "الترحيل الجماعي تسبب في صدمة للسود". فقد الأفراد ارتباطهم بالعائلات والعشائر. يضاف إلى المستعمرين الأوائل الذين قاموا بدمج العبيد من قبائل مختلفة ، فقد العديد من الأفارقة العرقيين معرفتهم بالأصول القبلية المختلفة في إفريقيا. ينحدر معظمهم من عائلات كانت في الولايات المتحدة لعدة أجيال.

## منذ عام 1980

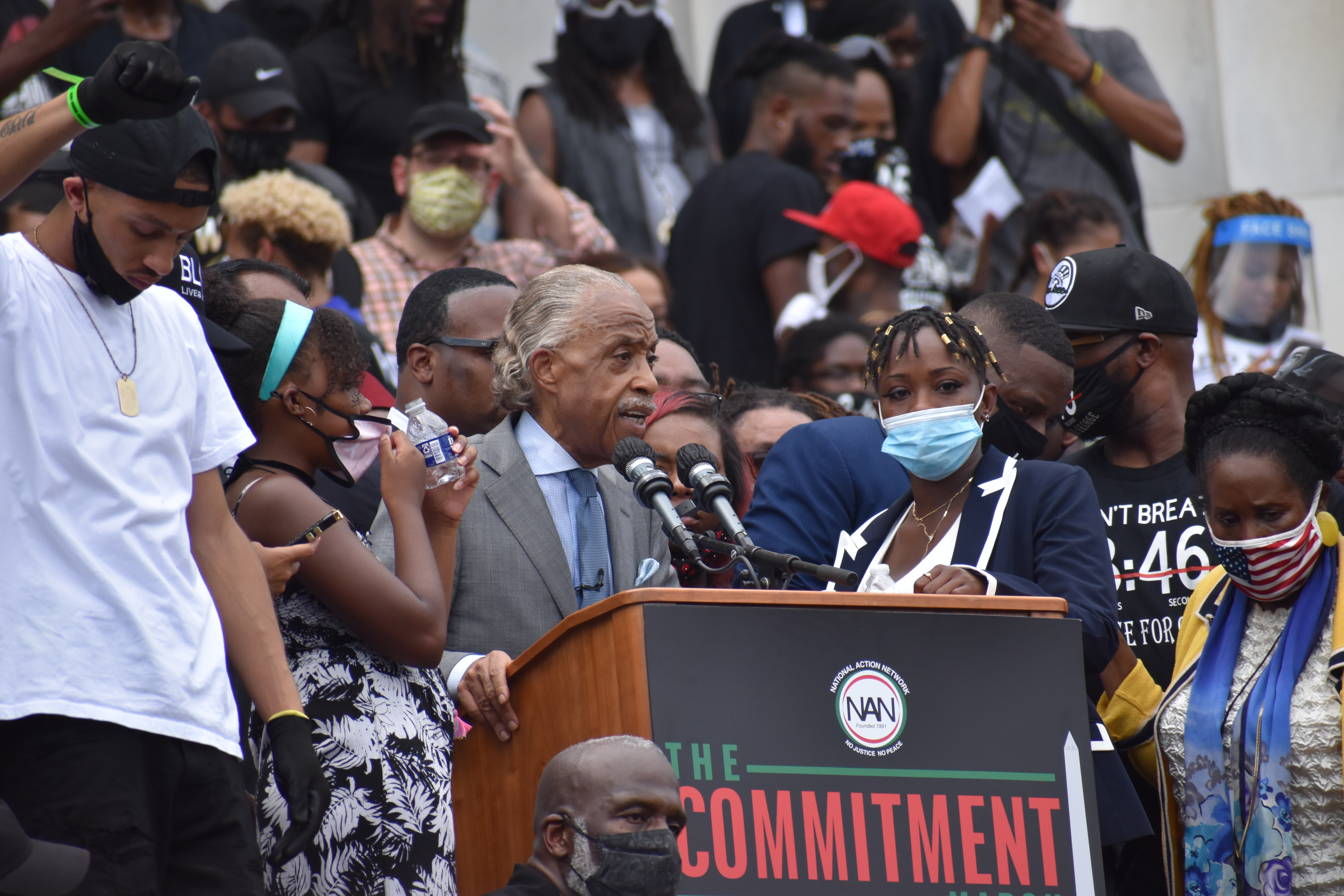
القس آل شاربتون يتحدث في مسيرة الالتزام: انزع ركبتك من أعناقنا في أغسطس 2020

في حين تم تحقيق مكاسب كبيرة في العقود التالية من خلال تقدم الطبقة الوسطى والتوظيف العام ، استمر الفقر الأسود ونقص التعليم في سياق تراجع التصنيع. على الرغم من المكاسب التي تحققت بعد تفجير الكنيسة المعمدانية في الشارع السادس عشر ، استمرت بعض أعمال العنف ضد الكنائس السوداء أيضًا - تم إشعال 145 حريقاً في الكنائس في جميع أنحاء الجنوب في التسعينيات ، كما تم إطلاق النار الجماعي في تشارلستون بولاية ساوث كارولينا في عام 2015 . كنيسة ايمانويل. من عام 1981 إلى عام 1997 ، مارست وزارة الزراعة الأمريكية التمييز ضد عشرات الآلاف من المزارعين الأمريكيين السود ، ورفضت القروض التي تم تقديمها للمزارعين البيض في ظروف مماثلة. كان التمييز موضوع دعوى بيجفورد ضد جليكمان التي رفعها أعضاء الرابطة الوطنية للمزارعين السود ، والتي أسفرت عن اتفاقيتي تسوية بقيمة 1.06 مليار دولار في عام 1999 و 1.25 مليار دولار في عام 2009.
أكد العديد من المؤلفين والأكاديميين والمؤرخين أن الحرب على المخدرات كانت ذات دوافع عنصرية وسياسية. مع انتشار وباء الكراك في جميع أنحاء البلاد في منتصف الثمانينيات ، أقر الكونجرس قانون مكافحة تعاطي المخدرات لعام 1986. وبموجب إرشادات إصدار الأحكام هذه ، فإن خمسة جرامات من كوكايين الكراك ، التي تباع في كثير من الأحيان من قبل الأمريكيين الأفارقة وللأمريكيين الأفارقة ، تحمل خمسة غرامات إلزامية - سنة سجن. ومع ذلك ، بالنسبة لمسحوق الكوكايين ، الذي يتم بيعه في كثير من الأحيان من قبل الأمريكيين البيض ، فإنه سيستغرق مائة ضعف هذا المبلغ ، أو 500 جرام ، لنفس الجملة ، مما دفع الكثيرين إلى انتقاد القانون باعتباره تمييزيًا. تم تقليل تفاوت الأحكام بنسبة 100: 1 إلى 18: 1 في عام 2010 بموجب قانون الأحكام العادلة. وفقًا لأرشيف الأمن القومي ، خلال الثمانينيات من القرن الماضي ، تعاون المسؤولون الأمريكيون ، بمن فيهم أوليفر نورث ، مع مهربي المخدرات المعروفين وحمايتهم كجزء من الجهود المبذولة لتمويل وكالة الاستخبارات المركزية بتمويل متمردي كونترا اليمينيين في نيكاراغوا. في عام 1989 ، خلص تقرير لجنة كيري إلى أن روابط مخدرات كونترا تضمنت ... "مدفوعات لمهربي المخدرات من قبل وزارة الخارجية الأمريكية للأموال التي أذن بها الكونجرس لتقديم المساعدة الإنسانية إلى الكونترا ، في بعض الحالات بعد أن وجهت السلطات الفيدرالية لوائح اتهام للمتاجرين بالمخدرات. وكالات إنفاذ القانون بتهم تتعلق بالمخدرات ، في حالات أخرى بينما كان المتاجرون يخضعون لتحقيق نشط من قبل هذه الوكالات نفسها ". في عام 1996 ، كتب الصحفي جاري ويب سلسلة Dark Alliance لصحيفة San Jose Mercury News حيث أكد أن الكونترا المدعومة من وكالة المخابرات المركزية لعبت دورًا رئيسيًا في وباء الكراك. تسبب المسلسل في غضب المجتمع الأفريقي الأمريكي ، لا سيما في جنوب وسط لوس أنجلوس ، حيث خدمت عضوة الكونغرس ماكسين ووترز .

## عصر ما بعد إعادة الإعمار

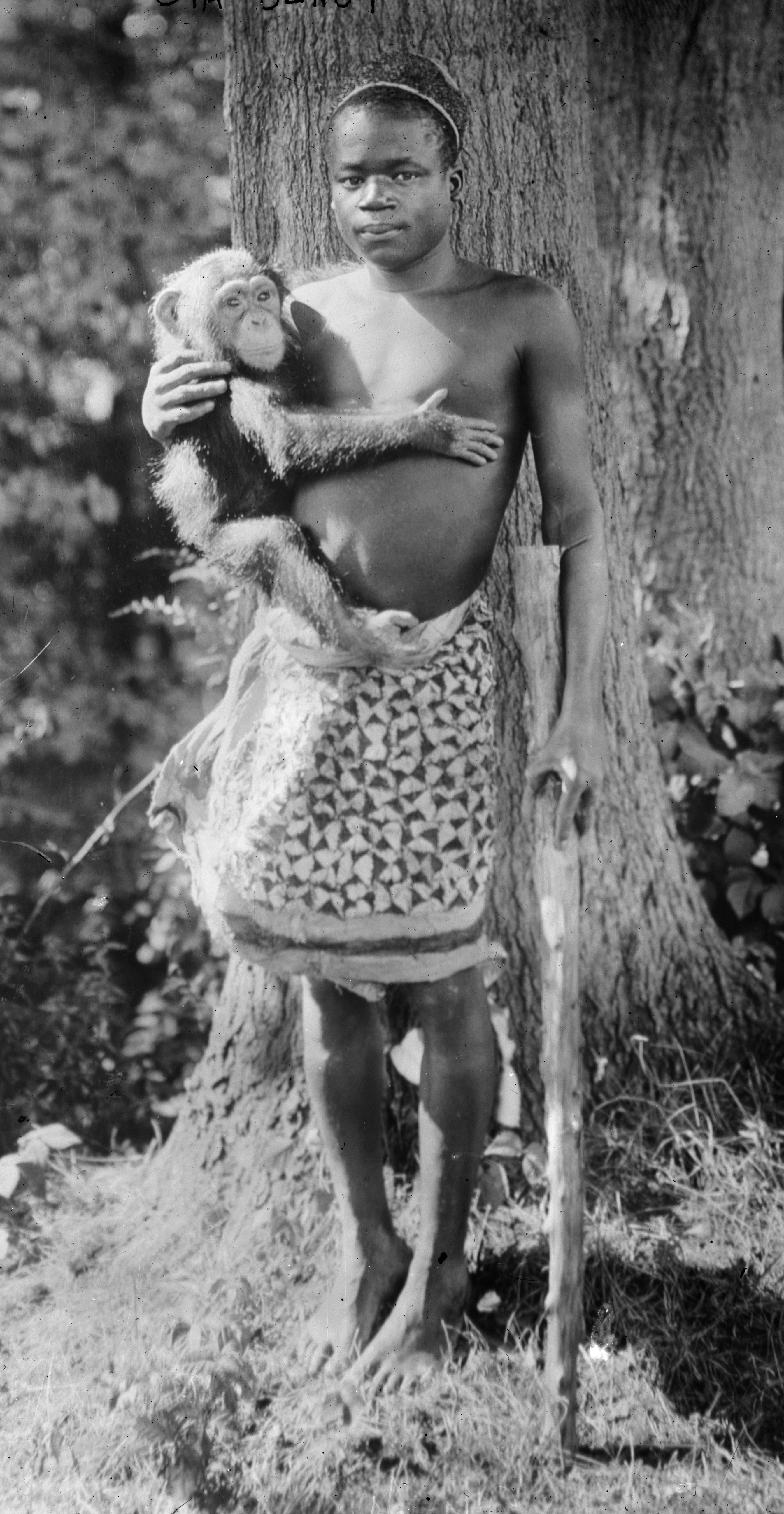
تم عرض أوتا بينجا في بيت القرود في حديقة حيوان برونكس، نيويورك عام 1906.

شهد القرن الجديد تصلب العنصرية المؤسسية والتمييز القانوني ضد المواطنين المنحدرين من أصل أفريقي في الولايات المتحدة. طوال فترة ما بعد الحرب الأهلية، تم فرض التقسيم الطبقي العنصري بشكل غير رسمي ومنهجي، لترسيخ النظام الاجتماعي الموجود مسبقًا. على الرغم من أنهم كانوا قادرين من الناحية الفنية على التصويت، إلا أن ضرائب الاقتراع، والأعمال الإرهابية المتفشية مثل عمليات الإعدام خارج نطاق القانون (التي غالبًا ما ترتكبها مجموعات الكراهية مثل جماعة كو كلوكس كلان المولودة من جديد، والتي تأسست في إعادة الإعمار في الجنوب)، والقوانين التمييزية مثل بنود الجد، أبقت الأمريكيين السود ( والعديد من البيض الفقراء) المحرومين من حقوقهم خاصة في الجنوب. علاوة على ذلك، امتد التمييز ليشمل تشريعات الولاية التي "خصصت دعمًا ماليًا غير متساوٍ إلى حد كبير" لمدارس السود والأبيض. بالإضافة إلى ذلك، قام مسؤولو المقاطعة أحيانًا بإعادة توزيع الموارد التي كانت مخصصة للسود على مدارس البيض، مما أدى إلى زيادة تقويض الفرص التعليمية. ردًا على العنصرية القانونية، ظهرت مجموعات الاحتجاج وجماعات الضغط، وأبرزها NAACP (الرابطة الوطنية لتقدم الملونين الناس) عام 1909.

## خطة التعليم
تحتوي المناهج الدراسية في المدارس الأمريكية أيضًا على عنصرية ضد الأمريكيين غير البيض، بما في ذلك الأمريكيين الأصليين، والأمريكيين الأفارقة، والأمريكيين المكسيكيين، والأمريكيين الآسيويين. خلال القرن التاسع عشر وأوائل القرن العشرين على وجه الخصوص، أكدت الكتب المدرسية وغيرها من المواد التعليمية على الدونية البيولوجية والاجتماعية للأمريكيين السود، وتصوير السود باستمرار على أنهم بسطاء وغير مسؤولين، وفي كثير من الأحيان، في مواقف المعاناة التي كان من المفترض ضمنًا أنها خطأهم (و وليس آثار العبودية وغيرها من أشكال القمع. كما تم تصوير الأمريكيين السود على أنهم مستهلكون ومعاناتهم أمر شائع، كما يتضح من قصيدة عن "عشرة زنوج صغار" يموتون واحدًا تلو الآخر والتي تم تداولها كتمرين عد للأطفال من عام 1875 إلى عام 1875. في منتصف القرن العشرين، قام المؤرخ كارتر جي وودسون بتحليل المنهج الأمريكي باعتباره يفتقر تمامًا إلى أي ذكر لمزايا الأمريكيين السود في أوائل القرن العشرين، وبناءً على ملاحظاته في ذلك الوقت، كتب أن الطلاب الأمريكيين، بما في ذلك الطلاب السود، الذين ذهبوا إلى من خلال التعليم في الولايات المتحدة، سيخرجون معتقدين أن السود ليس لديهم تاريخ مهم ولم يساهموا بأي شيء في الحضارة الإنسانية.

## الوقت الحاضر
صرح عالم الاجتماع روس لونج في عام 2013 أن هناك الآن عنصرية أكثر دقة تربط عرقًا معينًا بخاصية محددة. في دراسة أجراها كاتز وبرالي عام 1993، ورد أن "السود والبيض يحملون مجموعة متنوعة من الصور النمطية تجاه بعضهم البعض، وغالبًا ما تكون سلبية". وجدت دراسة كاتز وبرالي أيضًا أن الأمريكيين من أصل أفريقي والبيض ينظرون إلى السمات التي يتعرفون عليها على أنها تهديد، ومن المرجح أن يكون التواصل بين الأعراق بين الاثنين "مترددًا ومتحفظًا ومخفيًا". التواصل بين الأعراق يسترشد بالقوالب النمطية. يتم نقل الصور النمطية إلى السمات الشخصية والشخصية التي يكون لها بعد ذلك تأثير على التواصل. هناك عوامل متعددة تدخل في كيفية إنشاء الصور النمطية، مثل العمر والإطار الذي يتم فيه تطبيقها. على سبيل المثال، في دراسة أجراها مؤشر إنتمان-روجيكي للعرق والإعلام في عام 2014، تم عرض 89% من النساء السود في الأفلام وهم يشتمون ويظهرون سلوكًا مسيءًا بينما تم تصوير 17% فقط من النساء البيض بهذه الطريقة.
في عام 2012، قُتل ترايفون مارتن، وهو مراهق يبلغ من العمر سبعة عشر عامًا، برصاص جورج زيمرمان في سانفورد، فلوريدا. ادعى زيمرمان، وهو متطوع في مراقبة الحي، أن مارتن كان مشبوهًا واتصل بشرطة سانفورد للإبلاغ عنه. أثناء اتصاله بالشرطة، بدأ زيمرمان بمتابعة مارتن. بين إنهاء مكالمته مع الشرطة ووصولهم، أطلق زيمرمان النار على مارتن مما أدى إلى مقتله خارج المنزل الذي كان يقيم فيه بعد مشاجرة. أصيب زيمرمان في المشاجرة وادعى الدفاع عن النفس. وتسبب الحادث في غضب وطني بعد عدم توجيه اتهامات إلى زيمرمان بشأن إطلاق النار. أدت التغطية الوطنية للحادث إلى قيام شرطة ساندفورد باعتقال زيمرمان واتهامه بارتكاب جريمة قتل من الدرجة الثانية، لكن ثبتت براءته في المحاكمة. أعقب الحكم بالبراءة احتجاجات عامة، مما أدى إلى إنشاء حركة "حياة السود مهمة".
وفي عام 2014، أدى إطلاق الشرطة النار على مايكل براون، وهو أمريكي من أصل أفريقي، في فيرجسون بولاية ميسوري، إلى اضطرابات واسعة النطاق في المدينة. في السنوات التالية، تابعت وسائل الإعلام عمليات إطلاق نار أخرى بارزة على أيدي الشرطة ضد أمريكيين من أصل أفريقي، وغالبًا ما كان ذلك باستخدام أدلة فيديو من الكاميرات التي يرتديها رجال الشرطة. من بين 15 من رجال الشرطة البارزين الذين قتلوا بالرصاص على أمريكيين من أصل أفريقي، واجه ضابط واحد فقط عقوبة السجن. أطلقت وزارة العدل الأمريكية المركز الوطني لبناء ثقة المجتمع والعدالة في عام 2014. يقوم هذا البرنامج بجمع البيانات المتعلقة بالتنميط العنصري لإحداث تغيير في نظام العدالة الجنائية فيما يتعلق بالتحيز العنصري الضمني والصريح تجاه الأمريكيين من أصل أفريقي وكذلك الأقليات الأخرى.
في أغسطس 2017، أصدرت لجنة الأمم المتحدة للقضاء على التمييز العنصري تحذيرًا نادرًا للولايات المتحدة وقيادتها لإدانة الخطاب العنصري والجريمة "بشكل لا لبس فيه وغير مشروط"، في أعقاب أعمال العنف في شارلوتسفيل خلال مسيرة نظمها القوميون البيض، والمتعصبون للبيض، كلانسمن والنازيون الجدد ومختلف الميليشيات اليمينية في أغسطس.
في 17 يونيو 2015، قتل رجل أبيض تسعة أشخاص أثناء دراسة الكتاب المقدس في كنيسة إيمانويل الأسقفية الميثودية الأفريقية في تشارلستون، ساوث كارولينا. وكان جميع الضحايا من الأمريكيين من أصل أفريقي، بما في ذلك القس الكبير وعضو مجلس الشيوخ عن الولاية كليمنتا سي بينكني. واعترف الجاني في وقت لاحق بأنه ارتكب إطلاق النار على أمل إشعال حرب عرقية.
في 25 مايو 2020، قُتل جورج فلويد، وهو رجل أسود يبلغ من العمر 46 عامًا، على يد ضابط شرطة مينيابوليس الأبيض، ديريك شوفين، الذي وضع ركبته على رقبة فلويد لمدة 9 دقائق و29 ثانية.

### الحرب العالمية الثانية لحركة الحقوق المدنية
كانت قوانين جيم كرو هي قوانين الولايات والقوانين المحلية التي تم سنها في الولايات الجنوبية والحدودية للولايات المتحدة وتم تطبيقها بين عامي 1876 و1965. وقد فرضت وضعًا "منفصلًا ولكن متساويًا" للسود. في الواقع، أدى ذلك إلى معاملة وتسهيلات كانت دائمًا تقريبًا أدنى من تلك المقدمة للبيض. تطلبت أهم القوانين أن تحتوي المدارس العامة والأماكن العامة ووسائل النقل العام، مثل القطارات والحافلات، على مرافق منفصلة للبيض والسود. تم إعلان الفصل العنصري في المدارس الذي ترعاه الدولة غير دستوري من قبل المحكمة العليا للولايات المتحدة في عام 1954 في قضية براون ضد براون. مجلس التعليم. واحدة من أولى قضايا المحاكم الفيدرالية التي طعنت في الفصل العنصري في المدارس كانت منديز ضد. وستمنستر في عام 1946.
بحلول الخمسينيات من القرن الماضي، كانت حركة الحقوق المدنية تكتسب زخمًا. زادت العضوية في NAACP في الولايات في جميع أنحاء الولايات المتحدة. كان الإعدام خارج نطاق القانون عام 1955 والذي أثار غضبًا عامًا بشأن الظلم هو إعدام إيميت تيل، وهو صبي يبلغ من العمر 14 عامًا من شيكاغو. قضى تيل الصيف مع أقاربه في موني بولاية ميسيسيبي، قُتل حتى بزعم أنه أطلق صفير الذئب على امرأة بيضاء. حتى تعرض للضرب المبرح، وتم اقتلاع إحدى عينيه، وأصيب برصاصة في رأسه قبل إلقائه في نهر تالاهاتشي، وكان جسده مثقلًا بمروحة محلج قطن يبلغ وزنها 70 رطلاً (32 كجم) مربوطة حول رقبته بمروحة. سلك شائك. كتب ديفيد جاكسون أن مامي تيل، والدة إيميت، "أحضرته إلى موطنه في شيكاغو وأصرت على ترك النعش مفتوحًا. مر عشرات الآلاف أمام رفات تيل، ولكن كان ذلك بمثابة نشر صورة الجنازة الحارقة في جيت، مع مامي الرزين وهو يحدق في جسد طفلها المقتول ممزق، مما أجبر العالم على حساب وحشية العنصرية الأمريكية.
وانتشرت الصور الإخبارية في جميع أنحاء البلاد، وأثارت رد فعل شعبي شديد. أدت الاستجابة العميقة لقرار والدته بإقامة جنازة مفتوحة إلى حشد مجتمع السود في جميع أنحاء الولايات المتحدة. كتب فان ر. نيوكيرك "أصبحت محاكمة قتلته بمثابة مسابقة ملكة تسلط الضوء على طغيان التفوق الأبيض". حاكمت ولاية ميسيسيبي اثنين من المتهمين، روي براينت وج.و. ميلام، ولكن تمت تبرئتهم بسرعة من قبل هيئة محلفين من البيض.
ردًا على تزايد التمييز والعنف، بدأت أعمال الاحتجاج غير العنيفة تحدث. على سبيل المثال، في فبراير 1960، في جرينسبورو بولاية نورث كارولينا، دخل أربعة طلاب جامعيين أمريكيين من أصل أفريقي إلى متجر Woolworth وجلسوا على المنضدة ولكن تم رفض الخدمة. كان الرجال قد تعلموا عن الاحتجاج السلمي في الكلية، واستمروا في الجلوس بسلام بينما كان البيض يعذبونهم على المنضدة، ويسكبون الكاتشب على رؤوسهم ويحرقونهم بالسجائر. ساهمت اعتصامات جرينسبورو في تشكيل لجنة التنسيق الطلابية اللاعنفية. ونُظمت العديد من الاعتصامات للاحتجاج السلمي على العنصرية وعدم المساواة. واستمرت الاعتصامات في جميع أنحاء الجنوب وامتدت إلى مناطق أخرى. في نهاية المطاف، بعد العديد من الاعتصامات وغيرها من الاحتجاجات غير العنيفة، بما في ذلك المسيرات والمقاطعات، بدأت الأماكن في الموافقة على إلغاء الفصل العنصري.
في يونيو 1963، اغتيل ناشط الحقوق المدنية وعضو NAACP مدغار إيفرز على يد بايرون دي لا بيكويث، عضو مجلس المواطنين البيض. في محاكمته بتهمة القتل، أفلت دي لا بيكويث من الإدانة من خلال هيئات محلفين بيضاء بالكامل (انتهت كلتا المحاكمتين بهيئات محلفين معلقة).
ومع وقوع التفجير بعد أسبوعين فقط من مسيرة مارتن لوثر كينغ الابن إلى واشنطن من أجل الوظائف والحرية، فقد أصبح جزءاً لا يتجزأ من التصورات المتغيرة لأوضاع السود في أميركا. لقد أثر ذلك على إقرار قانون الحقوق المدنية لعام 1964 (الذي يحظر التمييز في الأماكن العامة والتوظيف والنقابات العمالية) وقانون حقوق التصويت لعام 1965 الذي أبطل قوانين جيم كرو المتبقية. ومع ذلك، لم يتم تنفيذ أي منهما بحلول نهاية الستينيات، حيث واصل قادة الحقوق المدنية نضالهم من أجل الحرية السياسية والاجتماعية.
أول قوانين مكافحة تمازج الأجناس في الولايات المتحدة|أقرت الجمعية العامة لولاية ماريلاند قانون مكافحة تمازج الأجناس في عام 1691، والذي يجرم الزواج بين الأعراق في الولايات المتحدة. بحلول أواخر القرن التاسع عشر، كان لدى 38 ولاية أمريكية قوانين لمكافحة تمازج الأجناس، وبحلول عام 1924 كانت لا تزال سارية في 29 ولاية.
استمر الفصل العنصري حتى بعد زوال قوانين جيم كرو. تشير البيانات المتعلقة بأسعار المنازل والمواقف تجاه التكامل إلى أنه في منتصف القرن العشرين، كان الفصل العنصري نتاجًا للإجراءات الجماعية التي اتخذها البيض لاستبعاد السود من أحيائهم. اتخذ الفصل أيضًا شكل الخطوط الحمراء، وهي ممارسة رفض أو زيادة تكلفة الخدمات، مثل الخدمات المصرفية والتأمين والحصول على الوظائف،  والحصول على الرعاية الصحية،  أو حتى محلات السوبر ماركت  للمقيمين في بعض المناطق. ، غالبًا ما يتم تحديدها على أساس عنصري،  المناطق. على الرغم من وجود التمييز والفصل غير الرسمي في الولايات المتحدة دائمًا، إلا أن إعادة الخطوط الحمراء بدأت مع قانون الإسكان الوطني لعام 1934، الذي أنشأ إدارة الإسكان الفيدرالية (FHA). تمت محاربة هذه الممارسة أولاً من خلال إقرار قانون الإسكان العادل لعام 1968 (الذي يمنع التحديد الأحمر عندما تستند معايير التحديد الأحمر على العرق أو الدين أو الجنس أو الحالة العائلية أو الإعاقة أو الأصل العرقي)، ثم لاحقًا من خلال قانون إعادة الاستثمار المجتمعي لعام 1968. 1977، الذي يتطلب من البنوك تطبيق نفس معايير الإقراض في جميع المجتمعات. على الرغم من أن الخطوط الحمراء غير قانونية، إلا أن البعض يجادل بأنها لا تزال موجودة بأشكال أخرى.
حتى أربعينيات القرن العشرين، كانت الإيرادات الكاملة المحتملة لما يسمى "السوق الزنجية" تم تجاهلها إلى حد كبير من قبل الشركات المصنعة المملوكة للبيض في الولايات المتحدة مع تركيز الإعلانات على البيض. كما تم حرمان السود من الصفقات التجارية. حول قراره بالمشاركة في سباقات استعراضية ضد خيول السباق من أجل كسب المال، صرح البطل الأولمبي جيسي أوينز قائلاً: "يقول الناس إنه كان مهينًا للبطل الأولمبي أن يركض ضد حصان، ولكن ماذا كان من المفترض أن أفعل؟ لقد كان لدي أربع ميداليات ذهبية، لكن لا يمكنك أن تأكل أربع ميداليات ذهبية."  وعن قلة الفرص، أضاف أوينز: "لم يكن هناك تلفزيون، ولا إعلانات كبيرة، ولا تأييد في ذلك الوقت. ليس لرجل أسود، على أي حال."  في حفل الاستقبال لتكريم نجاحه الأولمبي، لم يُسمح لأوينز بالدخول عبر الأبواب الرئيسية لفندق والدورف أستوريا نيويورك، وبدلاً من ذلك أُجبر على السفر لحضور الحدث في مصعد الشحن. لم يُسمح لهاتي ماكدانيال، الحائزة على جائزة الأوسكار السوداء الأولى، بحضور العرض الأول لفيلم Gone with the Wind مع تعرض جورجيا للفصل العنصري، وفي حفل توزيع جوائز الأوسكار في لوس أنجلوس، طُلب منها الجلوس على طاولة منفصلة عند الجدار البعيد للغرفة. ; كان الفندق يتبع سياسة صارمة ضد السود، لكنه سمح لماكدانيال بالدخول كخدمة. تم رفض رغبتها الأخيرة في أن تُدفن في مقبرة هوليوود لأن المقبرة كانت مقتصرة على البيض فقط.